# Mesoeucrocodylia
Mesoeucrocodylia é um clado de crocodilomorfos que inclui formas extintas e atuais. Inicialmente o grupo foi proposto como uma ordem. Foi subdividido em "Mesosuchia" e Eusuchia, passando por diversas revisões taxonômicas ao longo dos anos. Em 2007, foi proposto que o grupo está subdividido em Thalattosuchia e Metasuchia.